# Haxemitas
Os haxemitas ou hachemitas (em árabe هاشمي, Hāšimī), são, segundo a Enciclopédia Britânica, "qualquer um dos descendentes árabes, diretos ou colaterais, do profeta Maomé".

## Origem

### Etimologia
O termo provém do nome Hashem (em árabe هاشمي) mais o sufixo ita (ite em inglês; hashemite) e significa "aquele que parte pão".

### História
Os haxemitas foram originalmente um clã de Banu Hashim, pertencente à tribo dos coraixitas. Segundo a Casa Real da Jordânia "o grande ancestral da Família Hashemita é Hashem (Hashim ibn Abd Manaf), avô do profeta Maomé.
Posteriormente, os haxemitas deram origem a uma dinastia de líderes na região arábica do Hejaz, na costa do mar Vermelho. 
Segundo a Casa Real também, "na história moderna, os hachemitas lideraram a Grande Revolta Árabe de 1916, que foi o primeiro passo nos esforços para construir o imaginado Estado árabe".

### Localização e religião
Atualmente, os haxemitas estão dispersos por muitos países, principalmente nas nações árabes muçulmanas, já que são seguidores, geralmente, do islamismo. As duas dinastias haxemitas mais importantes são a do Iraque e da Jordânia, sendo que esta última é a da Família Real jordaniana, comandada pelo rei Abdullah II.

## Haxemitas famosos

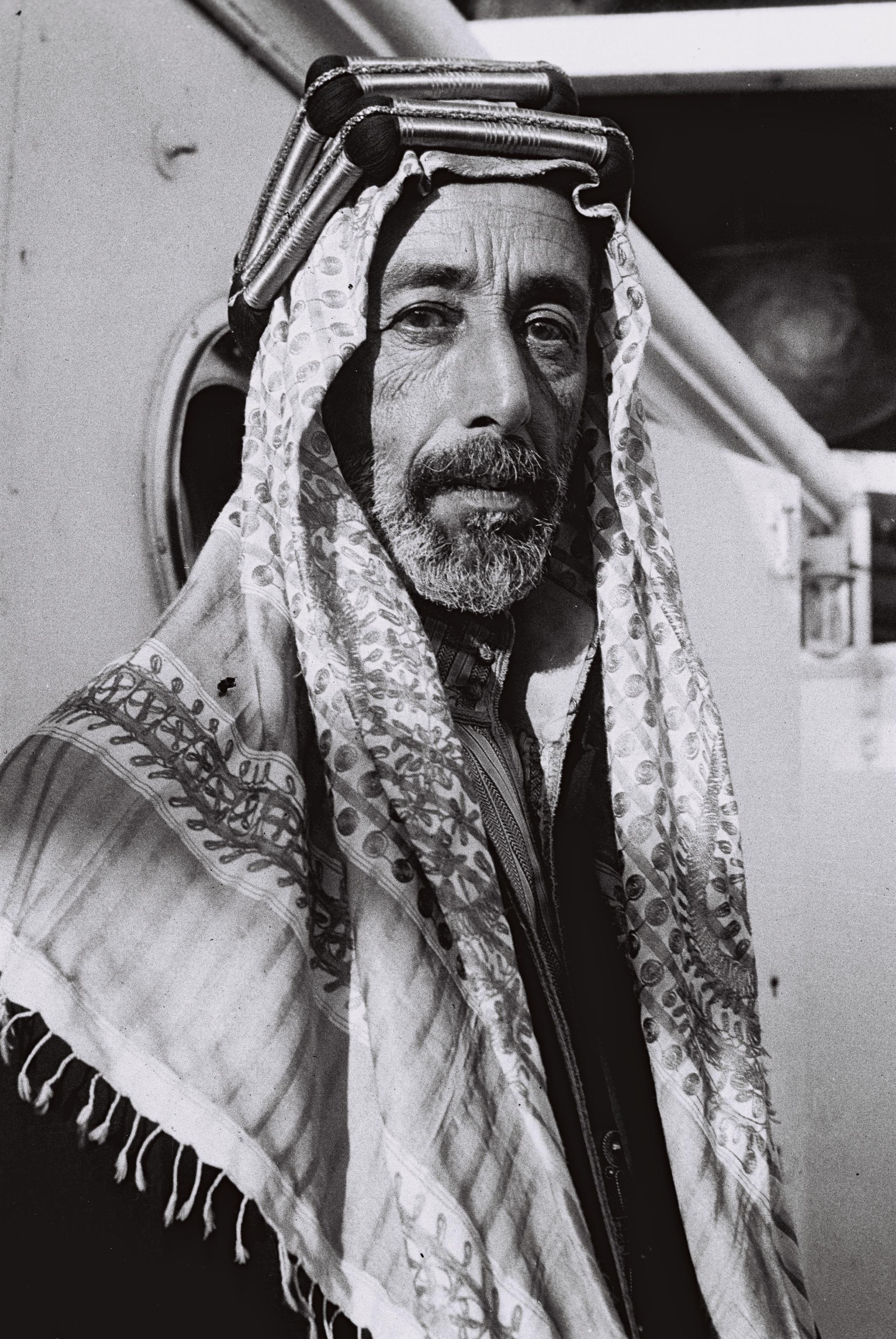
Ali do Hejaz

- Huceine ibne Ali (Emir de Meca de 1916 a 1924, líder da Grande Revolta Árabe de 1916);
- Ali do Hejaz (primeiro Rei hachemita da Jordânia, entre 1925 e 1926);[7]

- Hussein da Jordânia (rei da Jordânia de 1952 a 1999);

- Abdullah II (rei da Jordânia desde 1999);
- Príncipe Herdeiro Hussein (futuro rei da Jordânia);
- Princesa Haya da Jordânia (irmã de Abdullah II, ex-esposa do Emir de Dubai, Mohammed bin Rashid Al Maktoum).

## Curiosidades
- Historicamente, possuem grande tino para o comércio;[5]
- Lideraram a Grande Revolta Árabe de 1916;[5]
- Seguem os preceitos religiosos do Islão.[5]
- Quando ele era um príncipe, o rei atual, Abdullah II, fez uma aparição num episódio de Star Trek: Voyager.[8]